# Opéra de Reims
Pour les articles homonymes, voir Grand Théâtre.
L'opéra de Reims est un édifice situé à Reims, en France. Il est construit par l'architecte rémois Alphonse Gosset, avec la collaboration de Narcisse Brunette et Ernest Leclère, et inauguré en 1873.
Théâtre à l'italienne comptant initialement 1 200 places, puis agrandi de 100 places lors de sa restauration en 1931, il est doté d'un plafond tout en luminosité et d'une frise circulaire ayant pour thème les arts du théâtre. Bien que l'architecture du bâtiment soit de style néo-classique, toute la décoration intérieure est de style Art déco (bas-reliefs, ferronneries, lustres, peintures, etc.).

## Situation
Il se trouve au cœur de la ville, 13 rue Chanzy, entre le palais de justice et le musée des beaux-arts. Au croisement de la rue de Vesle et de la rue Chanzy. Il est desservi par le tramway A et B ainsi que par les lignes de bus 1, 2, 3, 4, 5, 6, 8, 9, 16, 30, 40, City bus et TAD violet du réseau Citura aux stations Opéra et Carnot.

## Histoire
Au début du dix-huitième siècle, Reims n'avait pas de salle de spectacle proprement dite. À cette époque le goût des représentations théâtrales devient une passion des parisiens, et de la capitale elle se répand rapidement en province. Le plus ancien théâtre est rue Buirette (alors rue Large), au coin de la rue Caqué, construit en 1755, par Regnault, dans le local  du Jeu de Paume. En 1790, Draveny, propriétaire d'un terrain situé vers le milieu de la rue Buirette, élève une autre petite salle de spectacle revendue en 1832.

### Salle de la rue de Talleyrand

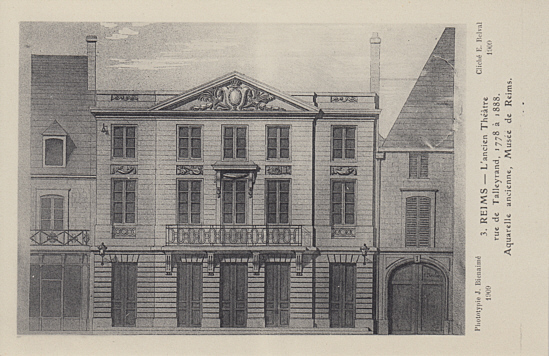
Salle de la rue de Talleyrand.
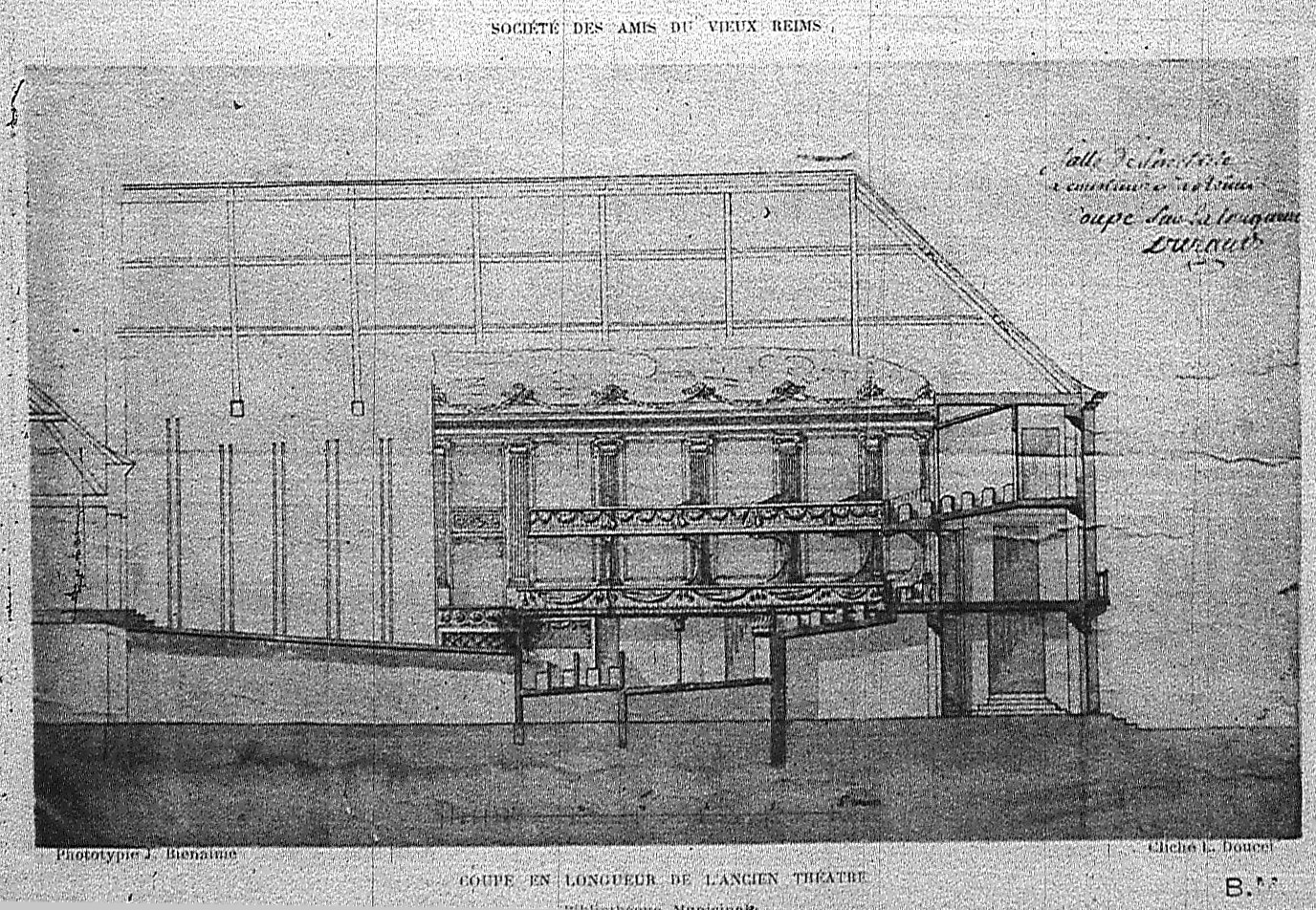
Salle de la rue de Talleyrand.
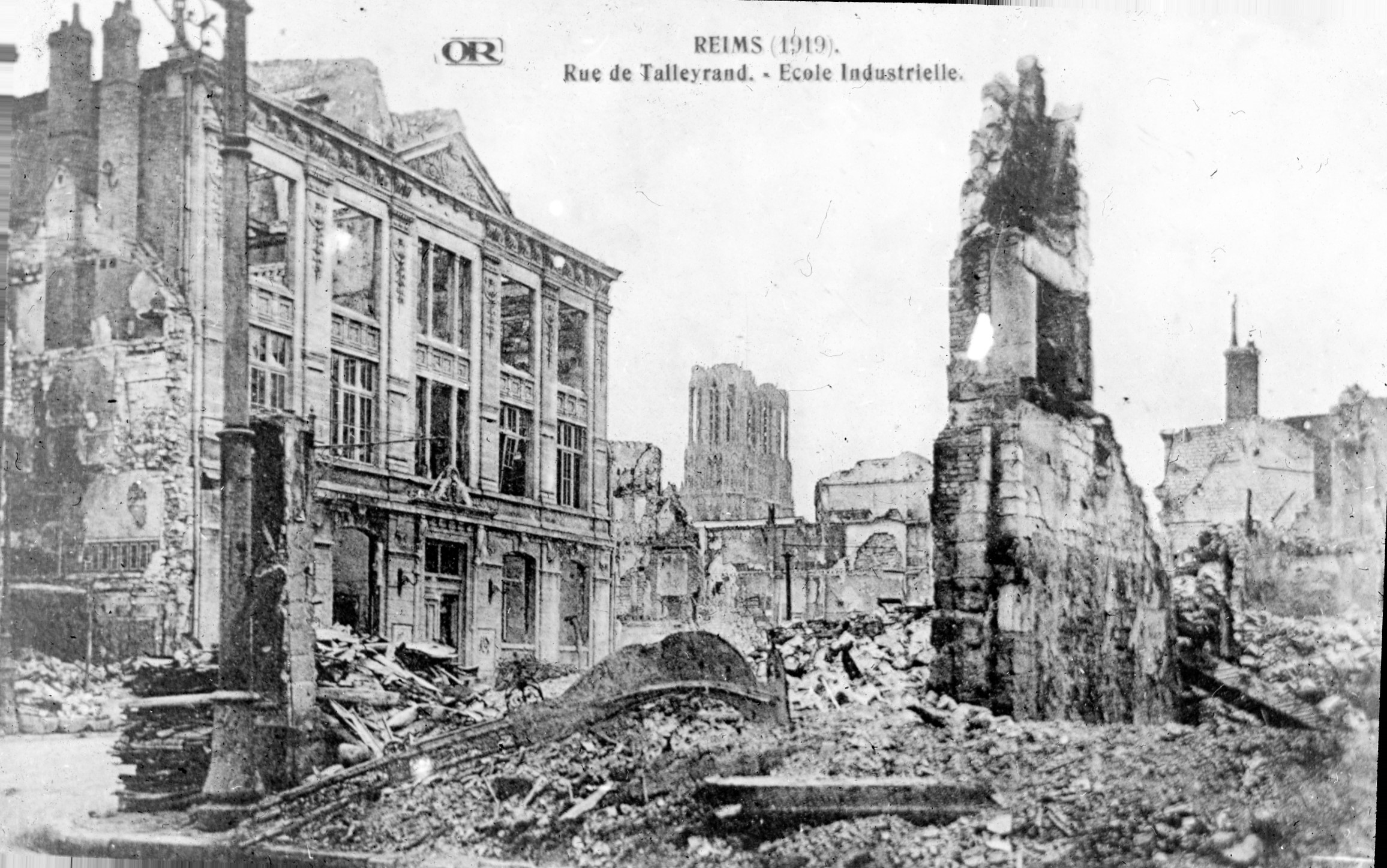
Détruite lors de la Grande Guerre alors école des arts industriels.

En 1777, une société d'actionnaires fait construire une salle rue de Talleyrand. Ligier, Rachel en 1845, Roger, Renard, Déjazet, etc., y donnent des représentations. L'édifice devient trop étroit pour la population de la cité et son activité s’arrête en 1850, reprend en 1862 jusqu’en 1870 et une dernière saison en 1872-73 avant l'ouverture du Grand Théâtre

### Le Grand Théâtre avant 1914
Le Conseil municipal de Reims, dans sa séance du 18 juillet 1866 , sous la présidence du maire Édouard Werlé, décide que le projet de construction d'un nouveau théâtre serait mis au concours, et arrête le programme et les conditions de ce concours. Cinq architectes renommés de Paris, MM. Dubon, Questel, Ballu, Lefuel et de Gisors, nommés, sur la demande de Werlé, par le maréchal Vaillant, ministre des Beaux-Arts, quatre conseillers municipaux, un membre de la commission théâtrale et le Maire pour président, sont désignés pour être les juges du concours. Le projet de Alphonse Gosset est retenu. Il s'inspire du Palais Garnier. Les travaux commencent le 1er mai 1867. Quand la guerre de 1870 éclate, le gros œuvre est entièrement terminé. Les travaux doivent être suspendus. Victor Diancourt, maire de Reims, quand on signe la paix, pousse activement les travaux du Théâtre et le termine
La façade ornée de sculpture de Michel Wendling, est garnie d'un balcon en fer forgé et éclairée par douze gros globes. Le grand portique d'accès permet au public d'attendre à l'abri des intempéries l'ouverture des guichets. La première pièce est un vaste hémicycle où se trouvent le contrôle et la statue de Molière, par Caudron. Le plafond du grand foyer public, vingt mètres de long et huit de hauteur, est décoré de médaillons et dans la partie haute, des caissons ornés, dont les principaux renferment des figures peintes par Émile Bin, sur fond or et découpés en mosaïque antique : la poésie héroïque, la poésie lyrique, la poésie pastorale et la poésie satirique. Deux salons sont à l'extrémité. Chaque salon a une décoration spéciale, l'un consacré à la Tragédie, l'autre a la Comédie ; chacun d'eux contient trois portraits médaillons d'acteurs célèbres, dans le costume d'un de leurs grands succès ou rôles : 1° Talma, Frédérick Lemaître et Rachel ; 2° Baron, Préville, Mlle Mars. Puis deux plafonds circulaires où sont peintes, sur fond or : dans le salon de la Comédie, des scènes de Palaprat (Maître Patelin), de Plante (Danse), de Molière (Le Tartuffe ou l'Imposteur), de Beaumarchais (Barbier de Séville) ; dans celui de la Tragédie, des scènes de Corneille (Horace), de Victor Hugo (Lucrèce Borgia), de Shakespeare (Hamlet), d'Eschyle (Prométhée et les Océanides). La salle de spectacle est disposée en fer a cheval. Construite à quatre étages, elle contient treize cent soixante places ; le pourtour est divisé en neuf arcades, qui se relient avec le cadre de la scène ; leurs cintres ou voussures, décorés de Génies ailés, portent sur une frise ajourée. La coupole est divisée en caissons rayonnants, dont les douze principaux contiennent chacun une figure allégorique des industries de la ville, peinte par Bin, sur fond rehaussé d'or, ce sont : Apollon, les Neuf Muses, une Vendangeuse et une Fileuse. La largeur de la scène, prise aux murs latéraux, est de dix-huit mètres. Sa profondeur, depuis la rampe de l'orchestre jusqu'au dernier fond, de quatorze. La hauteur totale, depuis le dernier plancher des dessous jusqu'au faite du comble, atteint trente-trois mètres. C'est une des plus grandes scènes que l'on rencontre en province à cette époque. Les ailes sur les rues latérales sont occupées d'un côté par le Café du théâtre, les appartements du chef machiniste et le bureau de location ; de l'autre par une librairie et un fabricant do biscuits, le concierge du théâtre, les appartements du commissaire central et du directeur du théâtre. De cet ensemble, chaque partie se détache extérieurement, suivant son importance : la scène, la salle demi-circulaire, le foyer, puis les ailes, et se fait remarquer par une décoration appropriée à sa destination. Wendling est l'auteur de la sculpture des frises et chapiteaux.
Son ouverture au public a lieu le 3 mars 1873 en présence de Jules Simon, avec le concours de Madeleine Brohan, Prosper Bressant, Frédéric Febvre, de la Comédie-Française  et Marie Brindeau de l'Odéon, de Georges François Léopold Menu de l’Opéra de Paris

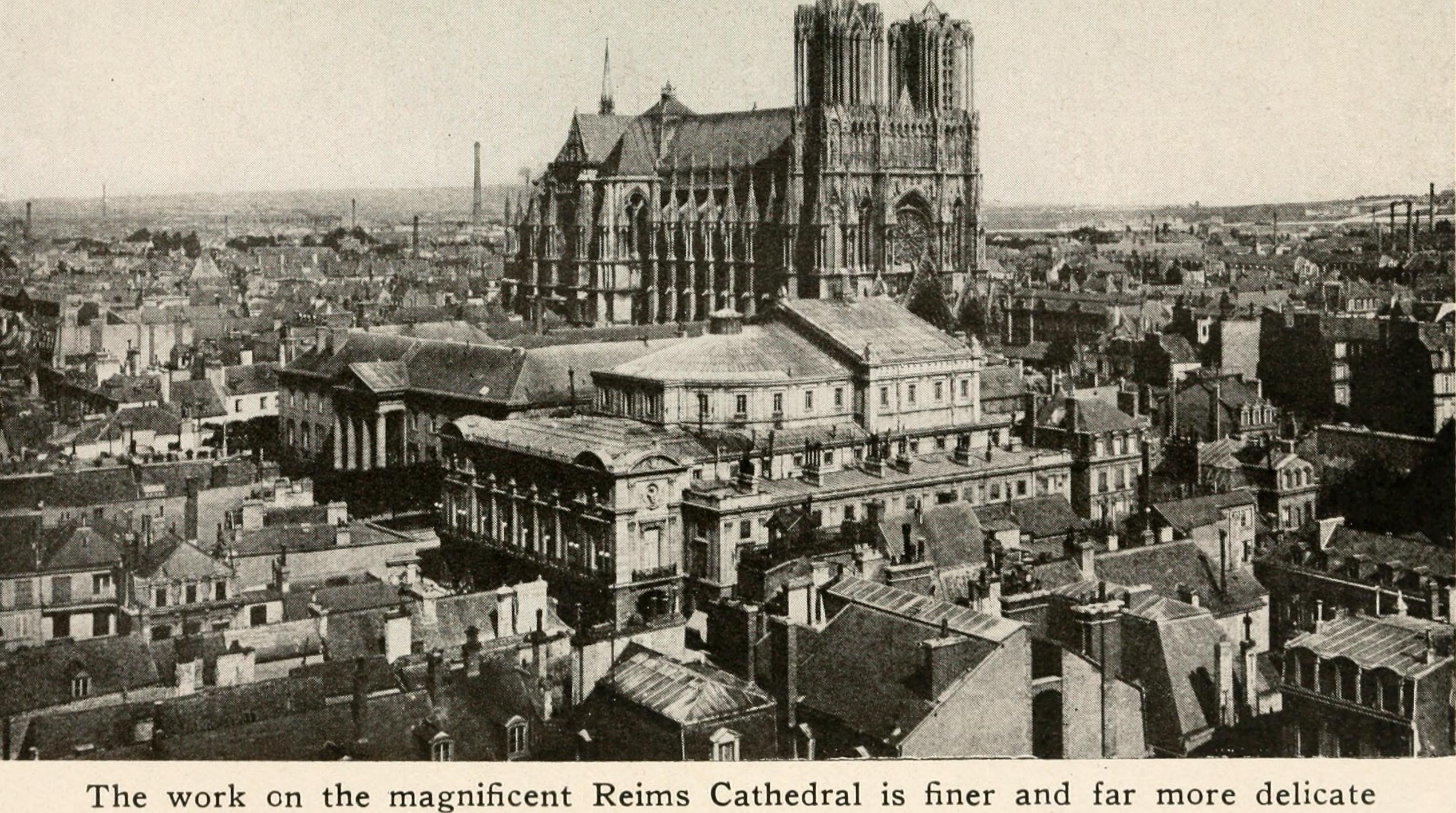
Grand Théâtre de Reims en 1913.
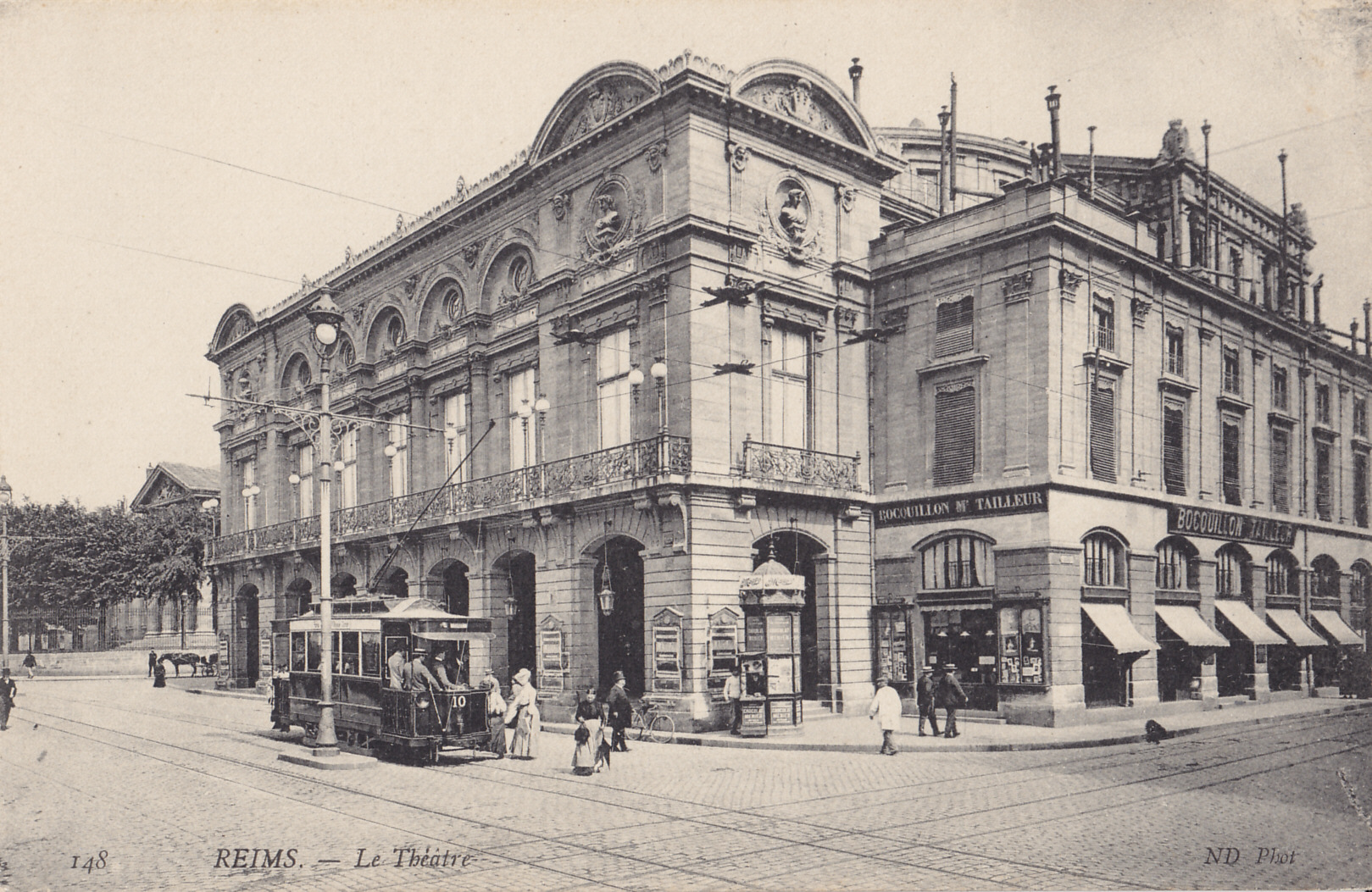
Grand Théâtre de Reims.
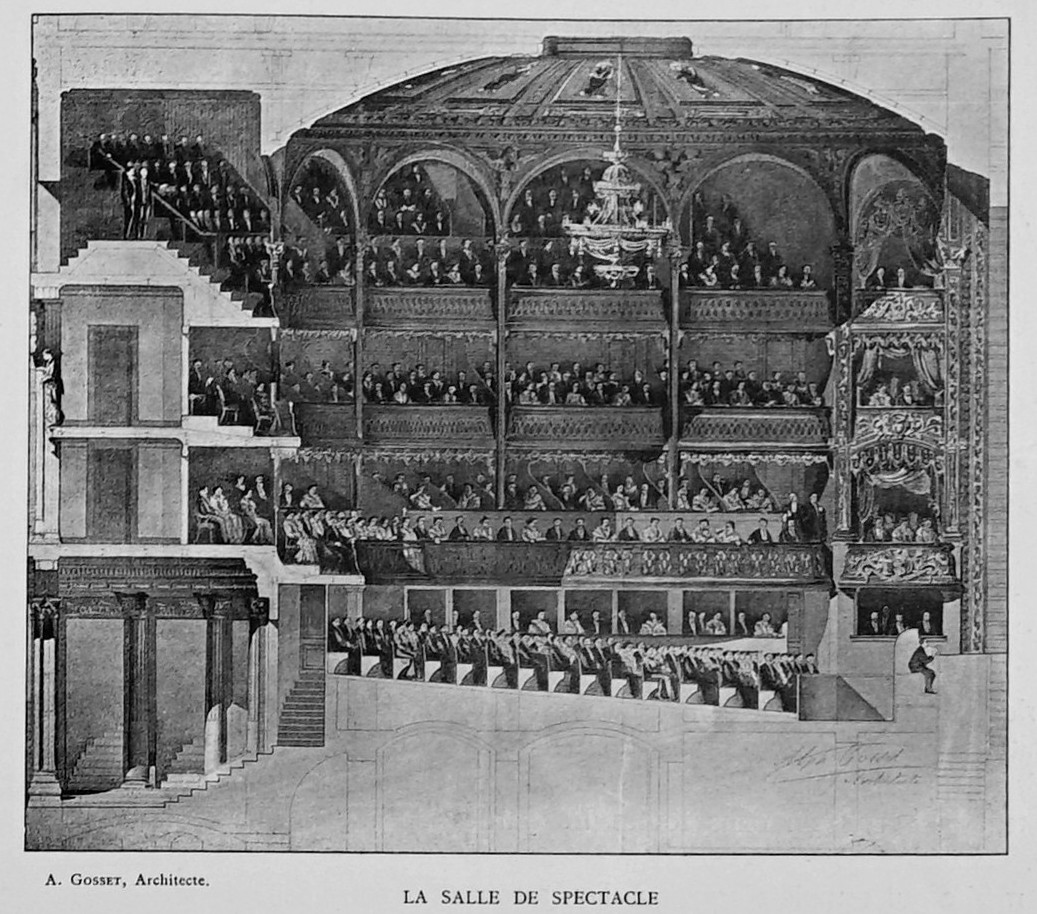
La salle.
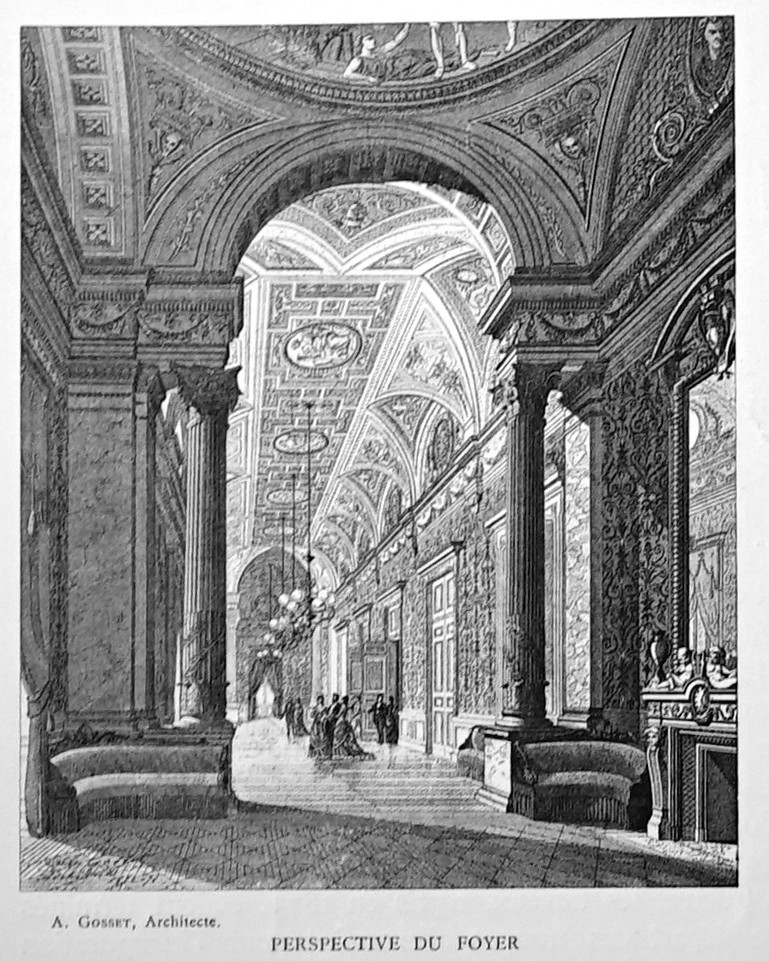
Le foyer avant 1914.
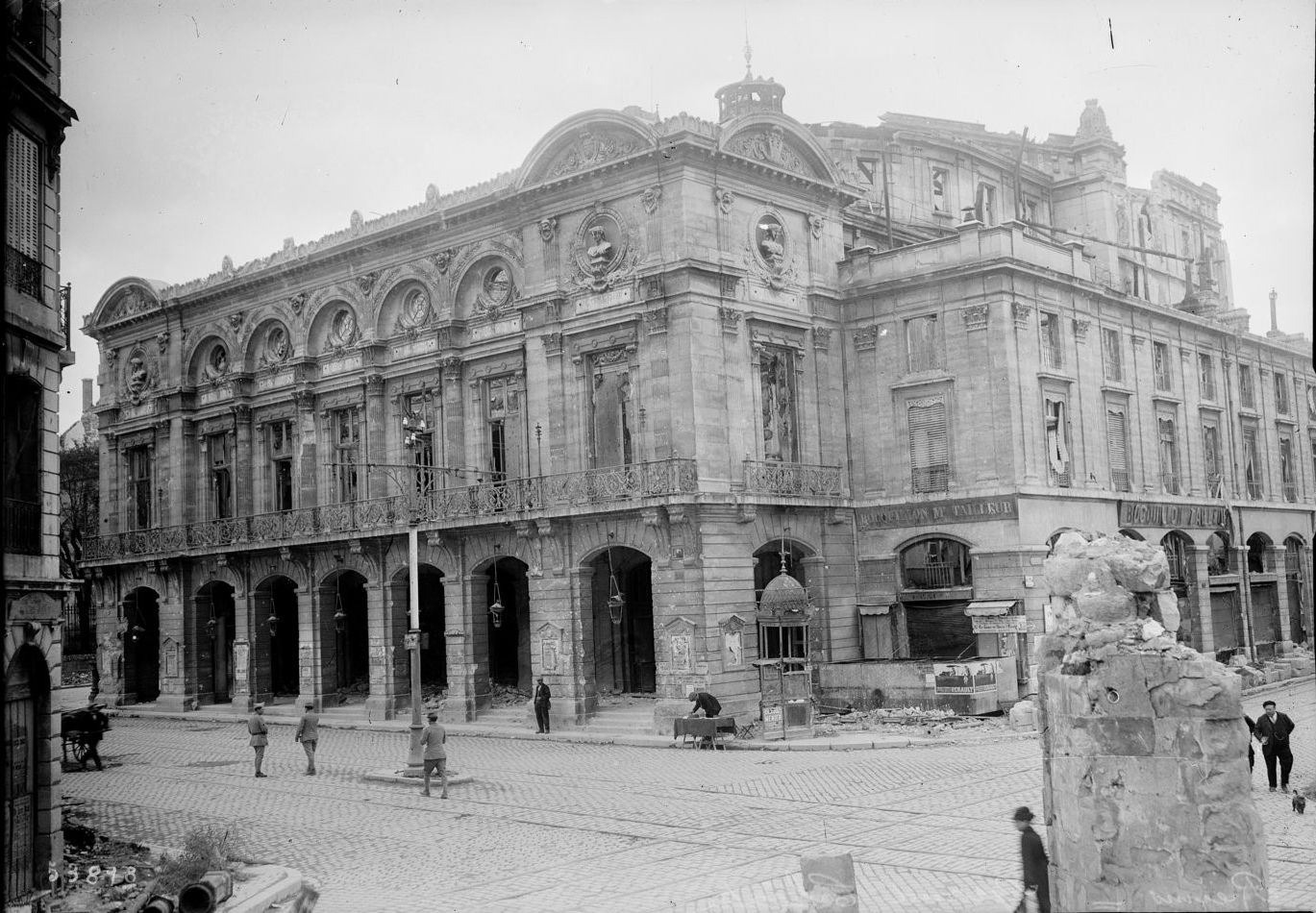
Grand Théâtre de Reims en 1919.

En 1888, afin d'augmenter la sécurité dans le théâtre contre les risques d'incendie, le maire Henri Henrot fait substituer le gaz par l'électricité pour l'éclairage de la scène, des dépendances de la scène, ainsi que de la façade extérieure.
La dernière représentation est donnée le 14 juillet 1914. Les premiers obus tombent sur la ville de Reims le 4 septembre 1914. Le théâtre est touché par les obus qui bombardent le quartier de la Cathédrale juste avant l'entrée dans la ville des troupes allemandes et qui font effondrer la coupole et le grand lustre. De grands trous s'ouvrent dans sa façade. L'incendie achève sa destruction,.

### Après 1931

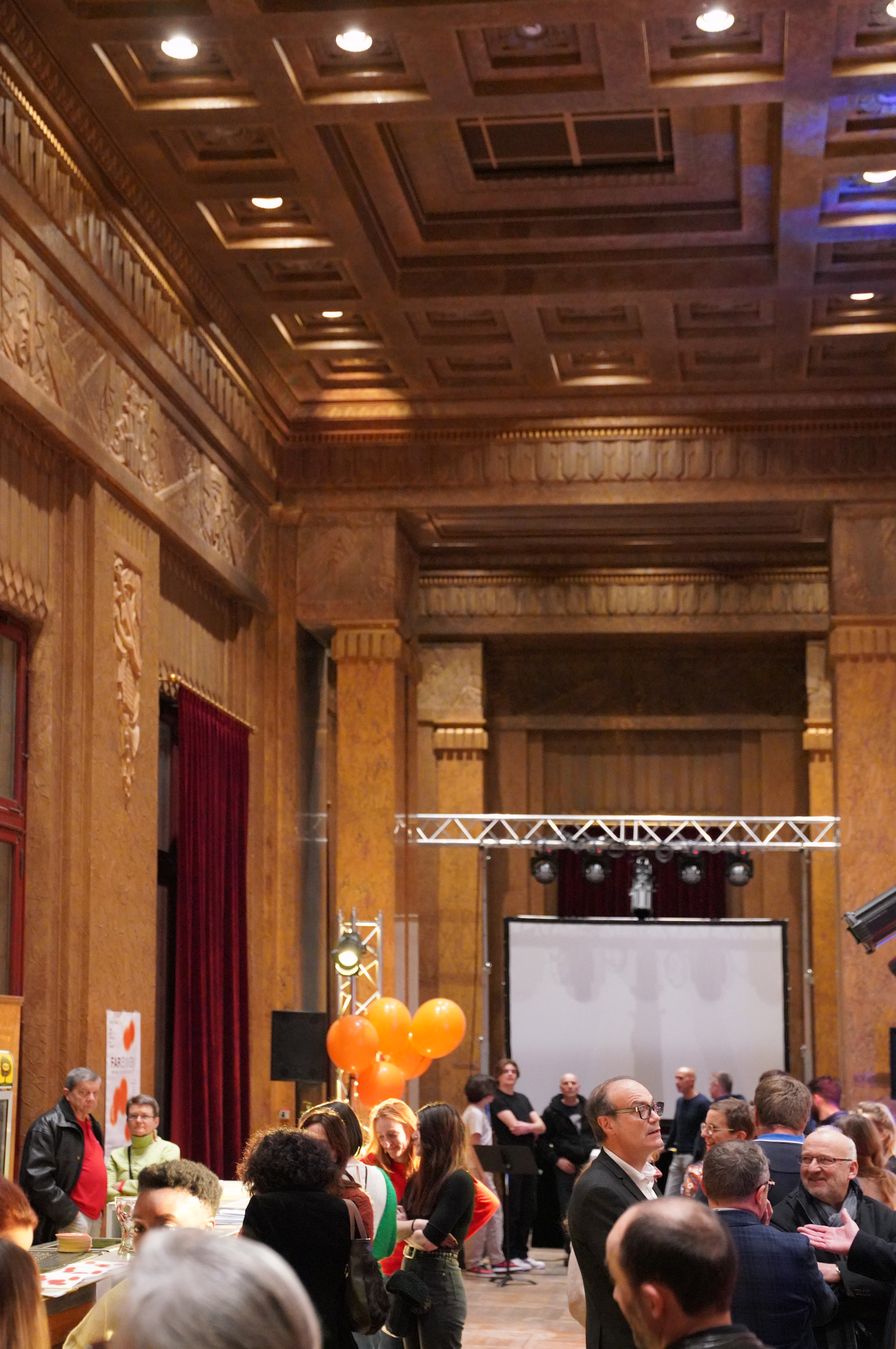
Lors du festival faraway dans le foyer de l'Opéra de Reims.

Le Grand Théâtre est le dernier édifice public reconstruit après la Première Guerre mondiale. Il ne rouvre qu'en novembre 1931.
Le chantier de reconstruction est confié aux architectes François Maille et Louis Sollier.
La décoration intérieure de Marcelle Sollier est de style Art déco, dans l'esprit art-déco du Théâtre des Champs Elysées. Les ferronneries sont d'Edgar Brandt et les verres sont de Jacques Simon, la fresque sommitale de la salle de spectacle de René-Achille Rousseau-Decelle.
Les teintes chaudes et lumineuses ainsi que les balcons gracieux confèrent au lieu une convivialité sans pareil. La salle est rénovée au début des années 1970, puis fait l'objet d'un audit sur sécurité 1997, de travaux en 1999 qui intègrent l'ancienne caserne des pompiers et ramènent le nombre de places à 790.
Avec trois niveaux sous la scène accueillant notamment les machineries et quatre niveaux derrière la scène destinés aux nombreuses loges, la logistique du théâtre de Reims est des plus imposantes.
En 2010, l'édifice est rebaptisé Opéra de Reims.

## Galerie d'images

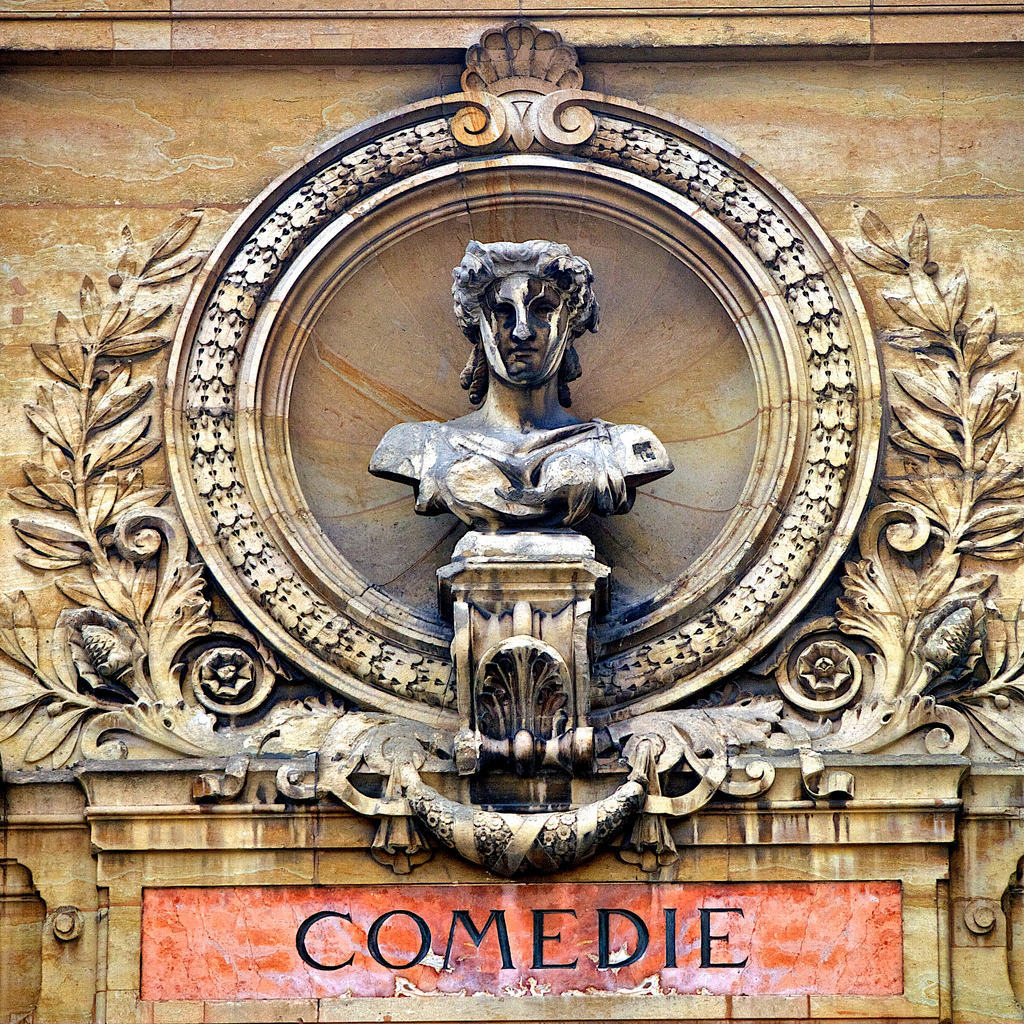
Détail de la façade.
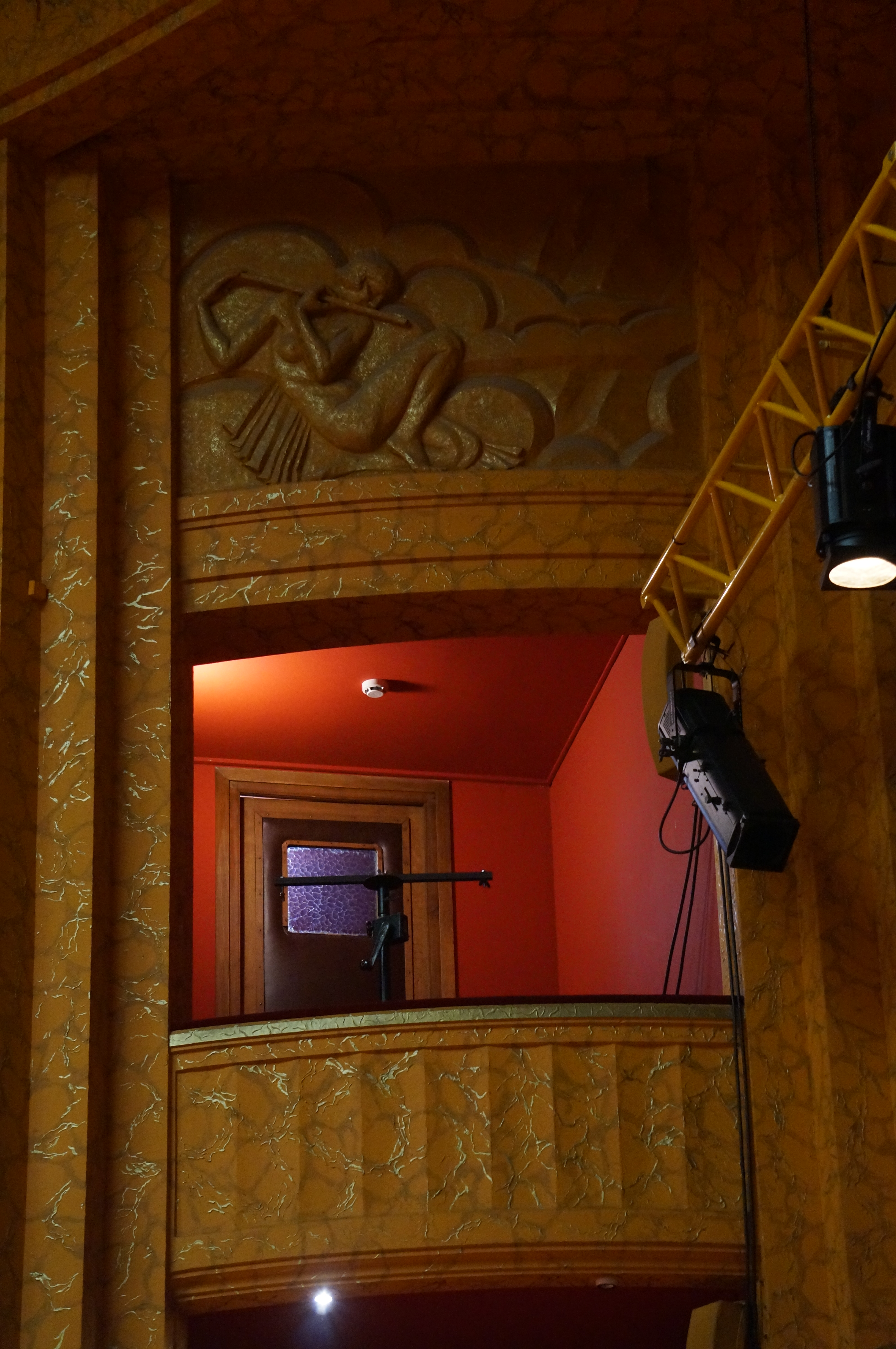
Une loge.
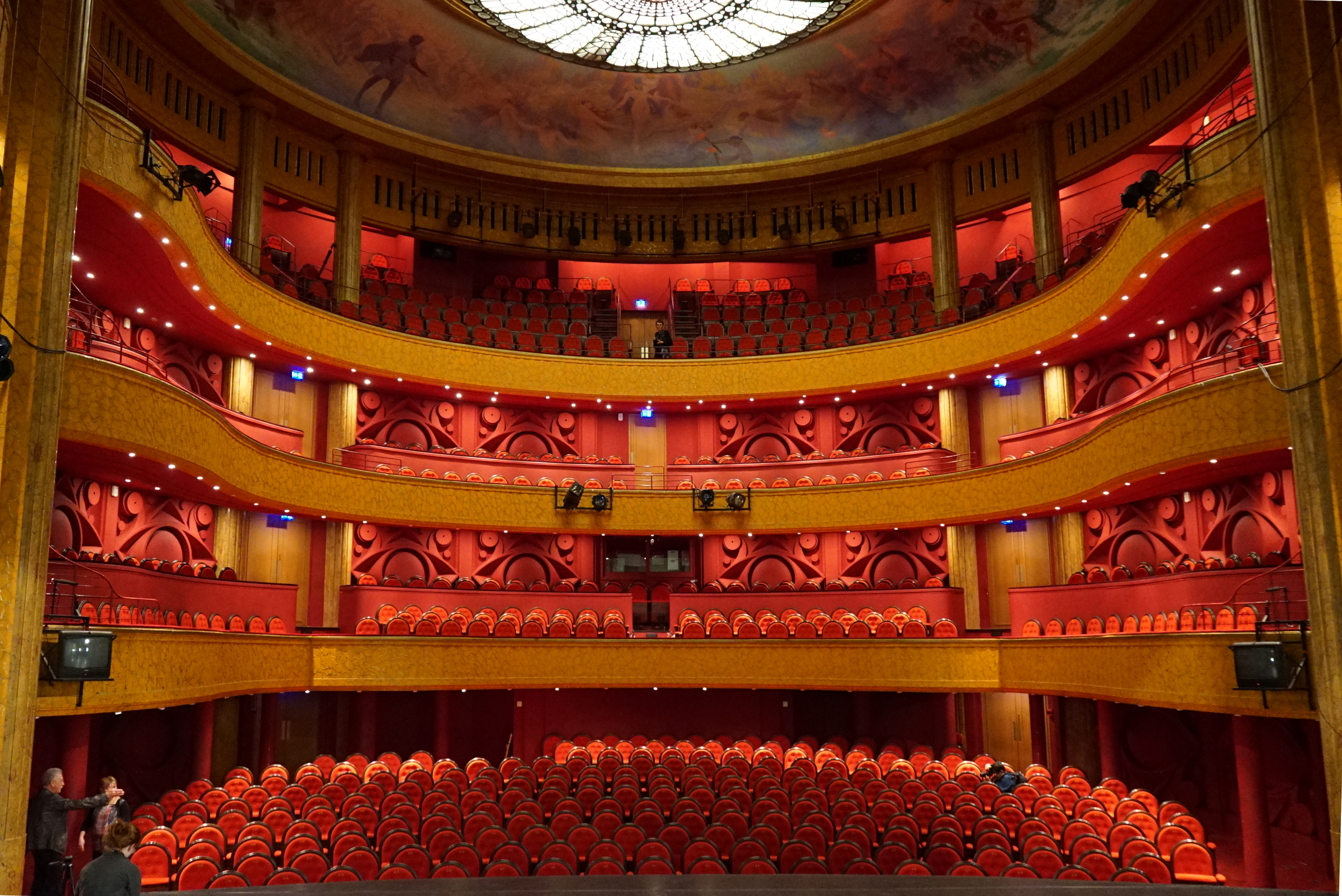
La salle.
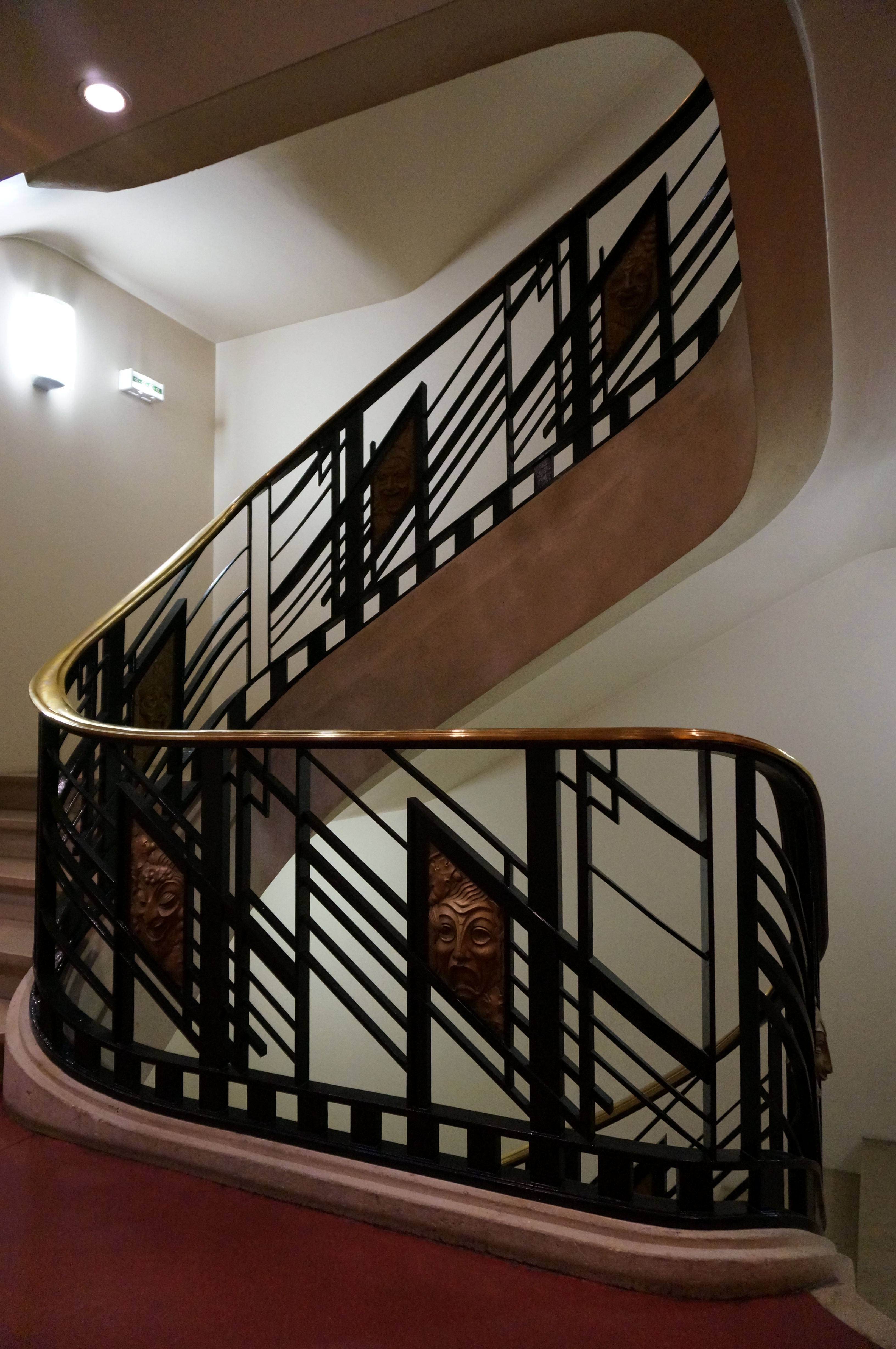
Escalier art-déco.
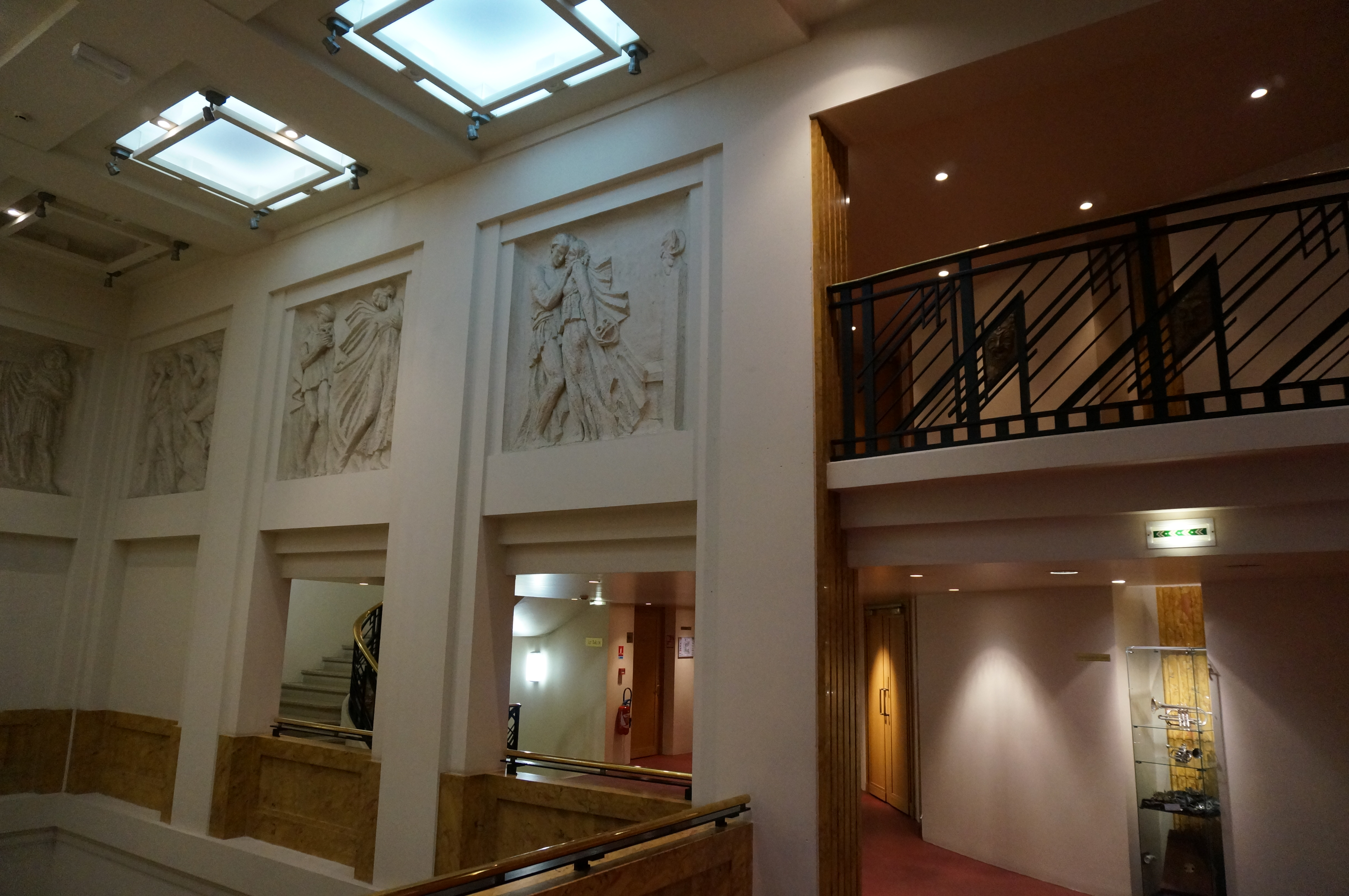
Escalier.
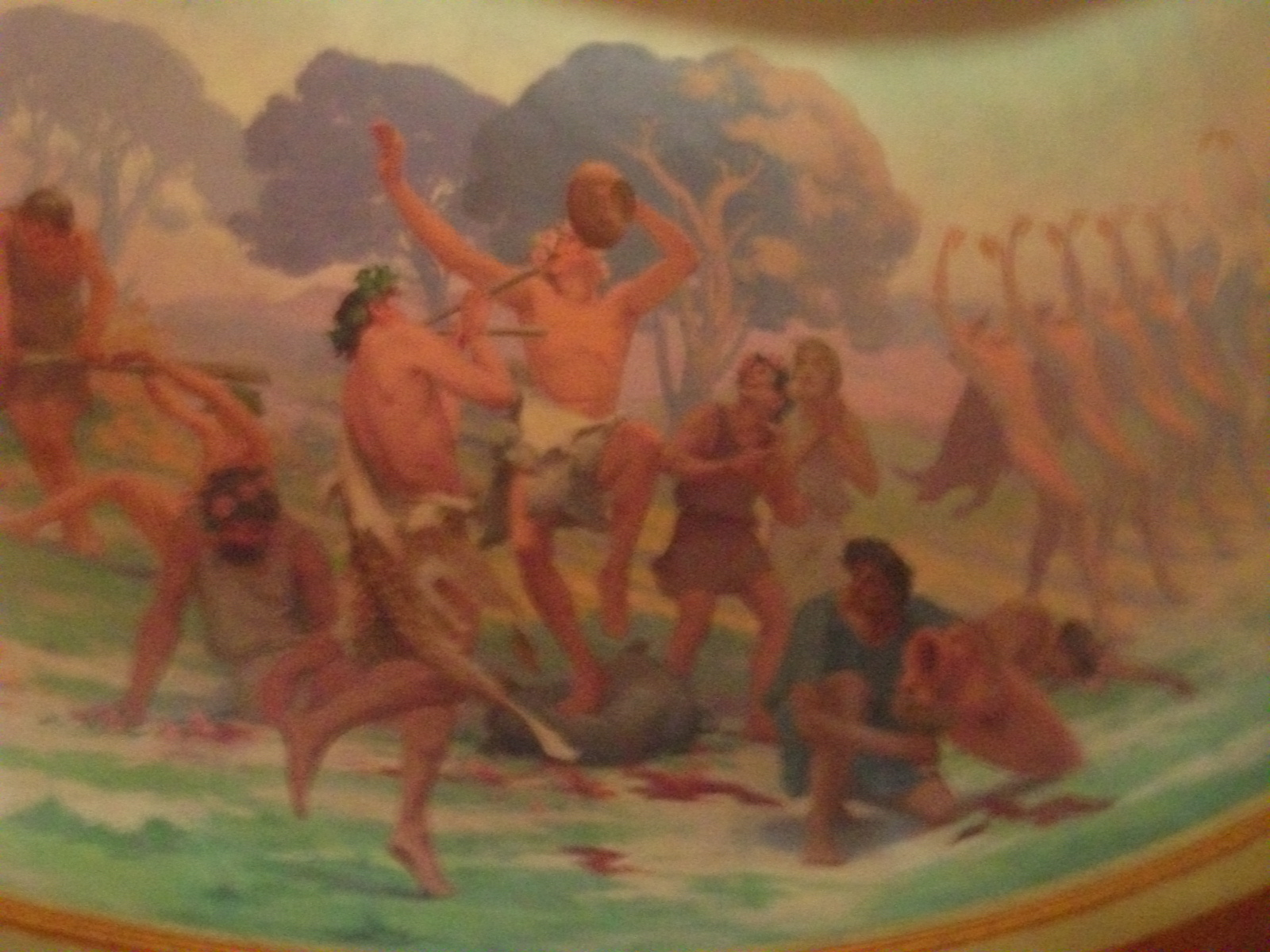
Détail du plafond.

## Quelques créations

### Avant 1873
- 1850 : Deux Sergents, d'Eugène Cormon et Jean Amand Lacoste, dit Saint-Amand, musique de Nicolas Louis.

### 1873-1914
- 1881 : Le Prieur de Saint-Basle, symphonie dramatique du docteur Delacroix arrangée par Ernest Lefèvre-Dérodé[N 3], joué le 4 juin 1881
- 1882 : La mille et deuxième nuit, opéra bouffe en trois actes, livret de Paul Burani et Richard Lesclide, musique de Lucien Poujade, représenté le 27 décembre 1882
- 1884 : La Mie du Béarnais, opéra-comique en trois actes, de Charles Guiraud , musique de Charles Solié, joué le 1er mars 1884.
- 1885 : Yvonne, opéra-comique en trois actes, livret de Charles Grandmougin, musique d’Ernest Lefèvre-Dérodé, joué le 21 février 1885[9]
- 1885 : Le Mariage de Tabarin (La congiura di Chevreuse), opéra-comique en trois actes, paroles et musique de Pauline Thys, joué le 5 décembre 1885[10].
- 1886 : Rioval, opéra en un acte, livret d’Emmanuel Ducros, musique de Jules Auguste Wiernsberger, représenté en janvier 1886.
- 1890 : Konrad Wallenrod, drame lyrique en trois actes, livret de Pierre-Barthélemy Gheusi, musique d’Ernest Lefèvre-Dérodé, représenté vers 1890.
- 1892 : La Princesse Nangara, opérette en trois actes, paroles de Louis Bataille et Julien Sermet, musique d'Edmond Missa, jouée le 12 mars 1892.
- 1895 : La Veillée de Jeanne d'Arc, Grande scène lyrique pour soprano, chœur d’hommes et orchestre, poésie de Pierre-Barthélemy Gheusi, musique d’Ernest Lefèvre-Dérodé, exécutée en mars 1895.
- 1899 : Les pharaons, grand opéra en quatre actes et cinq tableaux, livret de Ferdinand Dugué et Charles Grandmougin, musique de Charles Grelinger, représenté le 7 décembre 1899.
- 1899 : Danton à Arcis, pièce de théâtre en cinq actes d'Eugène Dupont  .
- 1903 : Hérodiade, de Jules Massenet, livret de Paul Milliet et d'Henri Grémont[11]
- 1905 : La Pêche à la Lune, fantaisie en un acte, en vers de Paul Flamant[N 4], musique de Jules Hansen[N 5], 25 mars 1905.
- 1905 : Fedora, opéra d'Umberto Giordano, avec Louise Myriel[12].
- 1906: Chatterton, de Leoncavallo, tournée Jacques Fermo, avec Louise Mancini dans le rôle de Jenny Clark.
- 1914 : Plein vol, pièce en 4 actes en vers de Jules Roche avec Raymond Saint-Prix dans le rôle principal, représentée en janvier 1914[13]
- sd : Margotte, opéra comique en un acte, livret de Paul Flamant, musique de Jules Hansen

### 1931-2010
- 1950 : La Vannina, dirigée par son compositeur Paul Bastide
- 1960 : La Princesse de Babylone, opéra bouffe en 2 actes et 8 tableaux, musique de Claude Arrieu, mise en scène Julien Bertheau, 4 mars 1960[14],

## Direction

### Ancien théâtre de la rue de Talleyrand
- 1777-1778 : Roselli
- 1783- : Varville
- - : Borsari
- - : Senapax
- 1788 : Mme Ribou
- 1790-1795 : Redon
- 1809- : Defoye
- 1825- : Salomé
- 1829 : Goumel
- 1830-1831 : Perrin
- 1840 : Nestor de Bierne[N 6]
- 1843-1844 : Simmonot
- 1850 : Hacquette
- 1858-1860 : Roubault ou Roubaud
- 1861-1862 : Daiglemont[N 7]
- 1862-1873 : Victor Blandin

### Grand théâtre
- 1873-1879 : Victor Blandin
- 1879-1881 : Domergue de la Chaussée (directeur et chef d'orchestre)
- 1881-1882 : Gauthier
- 1882-1883 : Duriez
- 1883-1887 : Justin Née
- 1887-1889 : Ponté
- 1889-1891 : Vilanou
- 1891-1898 : Henri Villefranck
- 1898-1901 : Delétraz
- 1901-1903 : Lespinasse ; régisseurs : Chatelain, Veniat, Delapriès
- 1906      : Charletty-Fortes
- 1903-1909 : E. Rachet, régisseur : Fioratti[15],[16],[17].
- 1909-1911: Camille Brulefer et Marcel Neuillet[18], régisseurs : Carbonnel, Félix Oudart
- 1911-1914 : Marcel Neuillet
- 1914-1920 : Paul Flon, régisseur O. Guichard
- -: Henri Osdoit
- -: Jean-Marie Osdoit.
- 1986-1996 : Jean-Louis Grinda
- 1999 : Serge Gaymard

### Opéra de Reims
- 1999-2023 : Serge Gaymard
- 2023 : Benjamin El Arbi, Mathieu Franot, Christophe Mirambeau, Pascal Neyron

## Artistes de la troupe du théâtre de Reims
- Eugène Castellano vers 1850
- Marie Desclauzas vers 1855-1860
- Louise Myriel (1903-1905)[15].
- Félix Oudart (1909-1910)
- Paul Lanteri sur data.bnf.fr (1911-1912)[19]

## Sources
- Journal des théâtres, Paris, 1843-1847 (lire en ligne), lire en ligne sur Gallica
- Le Ménestrel, Paris, 1833-1940 (lire en ligne), lire en ligne sur Gallica